# Видеография Майкла Джексона
Видеография американского артиста Майкла Джексона включает 62 видеоклипа, 10 видеоальбомов, 14 фильмов, а также единственное участие в телевизионном шоу.
Для продвижения своих сольных альбомов Джексон выпускал музыкальные видеоклипы или, как он их называл, «короткометражные фильмы», отличавшиеся проработанным сюжетом, дорогостоящими спецэффектами и сложной хореографией. Некоторые видеоклипы вызывали критику провокационным содержанием, элементами насилия и сексуальности, другие были высоко оценены множеством наград за их оригинальность и культурную значимость, а их успешность, просматриваемость и стоимость были отмечены в «Книге рекордов Гиннесса».
В начале 1980-х годов Джексон стал доминирующей фигурой в поп-культуре и первым афроамериканским артистом, чьи музыкальные видеоклипы «Billie Jean», «Beat It» и «Thriller» попали в постоянную ротацию MTV, что повлияло на изменение политики канала, ориентированного на рок-музыку, сменить направление на поп-музыку и ритм-н-блюз. Популярность его клипов способствовала превращению музыкального видео из примитивного видеоролика в форму искусства и инструмент продвижения. Одним из таких революционных видеоклипов, «Thriller» режиссёра Джона Лэндиса, был признан «самым успешным музыкальным видео» по версии «Книги рекордов Гиннесса» и стал первым музыкальным видеоклипом, внесённым в реестр Библиотеки Конгресса. В 1987 году был выпущен короткометражный черно-белый фильм «Bad» режиссёра Мартина Скорсезе. Наиболее известным является цветной сегмент, отчасти вдохновлённый фильмом «Вестсайдская история», где Джексон и группа танцоров, изображающих уличную банду, танцуют на станции метро. Восьмиминутное видео «Smooth Criminal», где артист предстал в образе гангстера 1930-х годов, во многом повторяя облик персонажа Тони Хантера из фильма «Театральный фургон». Впервые в этом видео был продемонстрирован приём, ставший визитной карточкой Джексона — «антигравитационный наклон». Видеоклип «Leave Me Alone» представляет собой анимированное игровое видео, в котором изображена жизнь Джексона как аттракцион в парке развлечений, где также высмеивают сплетни вокруг певца. Клип был удостоен премии «Грэмми» в номинации «Лучшее музыкальное видео» и награды «MTV Video Music Awards» за «Лучшие спецэффекты». В 1991 году состоялась премьера короткометражного фильма «Black or White», с участием актёров Маколея Калкина, Джорджа Вендта, Тессы Харпер, а режиссёром вновь выступил Джон Лэндис. В этом видео был использован анимированный эффект морфинг, представляющий собой плавную смену одного изображения другим, который в то время являлся важной технологией при производстве музыкальных клипов. Короткометражный фильм «Remember the Time» на тему Древнего Египта снятый режиссёром Джоном Синглтоном, приняли участие актёр Эдди Мерфи, модель Иман и баскетболист Мэджик Джонсон. Видеоклип на песню «In the Closet» с участием модели Наоми Кэмпбелл, был снят Джексоном вместе с фотографом Хербом Ритцем, что являлся режиссёрским дебютом певца. Вышедший в 1995 году видеоклип «Scream» режиссёра Марка Романека, стал самым дорогим музыкальным видео в мире, где на его производство было потрачено 7 миллионов долларов. Клип получил премию «Грэмми» за «Лучшее музыкальное видео», а также рекордные 11 номинации «MTV Video Music Awards», из которых выиграл 3 награды. Видео «Earth Song», снятое на экологическую тему, демонстрирует кадры жестокого обращения с животными, вырубки лесов, загрязнение окружающей среды и последствия от войны. В 2001 году вышел короткометражный фильм «You Rock My World», где приняли участие актёры Крис Такер, Марлон Брандо, Майкл Мэдсен и Билли Драго. Видеоклип получил статуэтку «NAACP Image Awards» в номинации «Выдающееся музыкальное видео» в 2002 году.
В 1978 году Джексон впервые поучаствовал в съёмках музыкального фильма «Виз» снятом по сказке Лаймена Фрэнка Баума «Удивительный волшебник из страны Оз», сыграв в нём персонажа Страшилу. Кинокартина критически и коммерчески оказалась провальной, но многие критики отмечали неплохую актёрскую игру Джексона. В 1986 году Джексон снялся в роли командира космического корабля в диснеевском короткометражном фильме «Капитан Ио» режиссёра Фрэнсиса Форда Копполы. А через два года, сотрудничая с несколькими режиссёрами, Джексон снял музыкальный фильм-антологию «Лунная походка». Картина состояла из нескольких короткометражных эпизодов, видеоклипов и концертных выступлений. В 1996 году Джексон снялся в музыкальном короткометражном фильме «Майкл Джексон: Призраки», где он предстал в нескольких образах: Маэстро, Мэра, Скелета, Демона и Демона-Мэра. Фильм с длительностью 40 минут являлся рекордсменом «Книги рекордов Гиннесса» как «самый длинный музыкальный клип в мире» вплоть до 2013 года. Годами позже артист исполнил эпизодическую роль в фильме Барри Зонненфельда «Люди в чёрном 2» (2002), а также поучаствовал в съемках комедийного фильма «Мисс Изгой» (2004). Последним появлением Джексона в кино стал документальный фильм «Майкл Джексон: Вот и всё», основанного на записях, сделанных во время последних репетиций музыканта для несостоявшегося концертного тура This Is It.

## Видеоклипы
Данный раздел списка составлен на основе информации с сайта imvdb.com и материала из книги Криса Кадмана и Крейга Халстеда «Майкл Джексон: Энциклопедия творчества».
| Год                                                                               | Название                                                         | Другие исполнители                                       | Режиссёр(ы)                    | Альбом                                                                   | Ссылка |
| --------------------------------------------------------------------------------- | ---------------------------------------------------------------- | -------------------------------------------------------- | ------------------------------ | ------------------------------------------------------------------------ | ------ |
| 1979                                                                              | «Don't Stop 'Til You Get Enough»                                 | нет                                                      | Ник Сэкстон                    | Off the Wall                                                             |        |
| 1979                                                                              | «Rock with You»                                                  | нет                                                      | Брюс Гауэрс                    | Off the Wall                                                             |        |
| 1980                                                                              | «She’s Out of My Life»                                           | нет                                                      | Брюс Гауэрс                    | Off the Wall                                                             |        |
| 1983                                                                              | «Billie Jean»                                                    | нет                                                      | Стив Бэррон                    | Thriller                                                                 |        |
| 1983                                                                              | «Beat It»                                                        | нет                                                      | Боб Гиралди                    | Thriller                                                                 |        |
| 1983                                                                              | «Say Say Say»                                                    | Пол Маккартни                                            | Боб Гиралди                    | Pipes of Peace (Альбом Пола Маккартни)                                   |        |
| 1983                                                                              | «Thriller»                                                       | нет                                                      | Джон Лэндис                    | Thriller                                                                 |        |
| 1985                                                                              | «We Are the World»                                               | USA for Africa                                           | Том Трбович                    | We Are the World (Альбом с записью USA for Africa и разных исполнителей) |        |
| 1987                                                                              | «Bad»                                                            | нет                                                      | Мартин Скорсезе                | Bad                                                                      |        |
| 1987                                                                              | «The Way You Make Me Feel»                                       | нет                                                      | Джо Питка                      | Bad                                                                      |        |
| 1988                                                                              | «Man in the Mirror»                                              | нет                                                      | Дональд Уилсон                 | Bad                                                                      |        |
| 1988                                                                              | «Dirty Diana»                                                    | нет                                                      | Джо Питка                      | Bad                                                                      |        |
| 1988                                                                              | «Another Part Of Me»                                             | нет                                                      | Патрик Т. Келли                | Bad                                                                      |        |
| 1988                                                                              | «Smooth Criminal»                                                | нет                                                      | Колин Чилверс                  | Bad                                                                      |        |
| 1988                                                                              | «Speed Demon»                                                    | нет                                                      | Джерри Крамер Уилл Винтон      | Bad                                                                      |        |
| 1988                                                                              | «Come Together»                                                  | нет                                                      | Джерри Крамер Колин Чилверс    | HIStory: Past, Present and Future                                        |        |
| 1989                                                                              | «Leave Me Alone»                                                 | нет                                                      | Джим Блешфилд                  | Bad                                                                      |        |
| 1989                                                                              | «2300 Jackson Street»                                            | The Jacksons Марлон Джексон Джанет Джексон Рибби Джексон | Грег Гольд                     | 2300 Jackson Street (Альбом The Jacksons)                                |        |
| 1989                                                                              | «Liberian Girl»                                                  | нет                                                      | Джим Юкич                      | Bad                                                                      |        |
| 1991                                                                              | «Black or White»                                                 | нет                                                      | Джон Лэндис                    | Dangerous                                                                |        |
| 1992                                                                              | «Remember the Time»                                              | нет                                                      | Джон Синглтон                  | Dangerous                                                                |        |
| 1992                                                                              | «In the Closet»                                                  | нет                                                      | Херб Ритц Майкл Джексон        | Dangerous                                                                |        |
| 1992                                                                              | «Who Is It»                                                      | нет                                                      | Дэвид Финчер                   | Dangerous                                                                |        |
| 1992                                                                              | «Jam»                                                            | Heavy D                                                  | Девид Келлог Майкл Джексон     | Dangerous                                                                |        |
| 1992                                                                              | «Heal the World»                                                 | нет                                                      | Джо Питка                      | Dangerous                                                                |        |
| 1993                                                                              | «Give In to Me»                                                  | нет                                                      | Энди Моаран                    | Dangerous                                                                |        |
| 1993                                                                              | «Will You Be There»                                              | нет                                                      | Винсент Патерсон               | Dangerous                                                                |        |
| 1993                                                                              | «Gone Too Soon»                                                  | нет                                                      | Билл ДиCикко                   | Dangerous                                                                |        |
| 1993                                                                              | «Whatzupwitu»                                                    | Эдди Мерфи                                               | Уэйн Айшем Класки Чупо         | Love’s Alright (Альбом Эдди Мерфи)                                       |        |
| 1996                                                                              | «Scream»                                                         | Джанет Джексон                                           | Марк Романек                   | HIStory: Past, Present and Future                                        |        |
| 1996                                                                              | «Childhood»                                                      | нет                                                      | Николас Брандт                 | HIStory: Past, Present and Future                                        |        |
| 1996                                                                              | «You Are Not Alone»                                              | нет                                                      | Уэйн Айшем                     | HIStory: Past, Present and Future                                        |        |
| 1996                                                                              | «Earth Song»                                                     | нет                                                      | Николас Брандт                 | HIStory: Past, Present and Future                                        |        |
| 1996                                                                              | «They Don’t Care About Us» (Бразильская версия)                  | нет                                                      | Спайк Ли                       | HIStory: Past, Present and Future                                        |        |
| 1996                                                                              | «They Don’t Care About Us» (Тюремная версия)                     | нет                                                      | Спайк Ли                       | HIStory: Past, Present and Future                                        |        |
| 1996                                                                              | «Why»                                                            | 3T                                                       | Ральф Зиман Майкл Джексон      | Brotherhood (Альбом 3T)                                                  |        |
| 1996                                                                              | «Stranger in Moscow»                                             | нет                                                      | Николас Брандт                 | HIStory: Past, Present and Future                                        |        |
| 1997                                                                              | «Blood on the Dance Floor»                                       | нет                                                      | Майкл Джексон Винсент Патерсон | Blood on the Dance Floor: HIStory in the Mix                             |        |
| 1997                                                                              | «Blood on the Dance Floor»(Refugee CampMix)                      | нет                                                      | Майкл Джексон Винсент Патерсон | —                                                                        |        |
| 1997                                                                              | «Ghosts»                                                         | нет                                                      | Стэн Уинстон                   | Blood on the Dance Floor: HIStory in the Mix                             |        |
| 1997                                                                              | «HIStory» (Tony Moran’s HIStory Lesson)                          | нет                                                      | Джим Гейбл                     | Blood on the Dance Floor: HIStory in the Mix                             |        |
| 2001                                                                              | «You Rock My World»                                              | нет                                                      | Пол Хантер                     | Invincible                                                               |        |
| 2001                                                                              | «Cry»                                                            | нет                                                      | Николас Брандт                 | Invincible                                                               |        |
| 2001                                                                              | «What More Can I Give»                                           | Все звезды                                               | неизвестен                     | —                                                                        |        |
| 2004                                                                              | «Cheater»                                                        | нет                                                      | неизвестен                     | The Ultimate Collection                                                  |        |
| 2009                                                                              | «This Is It» (киноверсия)                                        | нет                                                      | Кенни Ортега                   | This Is It                                                               |        |
| 2009                                                                              | «This Is It» (официальная версия)                                | нет                                                      | Спайк Ли                       | This Is It                                                               |        |
| 2010                                                                              | «We Are the World 25 for Haiti»                                  | нет                                                      | Пол Хаггис                     | —                                                                        |        |
| 2010                                                                              | «One More Chance»                                                | нет                                                      | Николас Брандт                 | Number Ones                                                              |        |
| 2010                                                                              | «Hold My Hand»                                                   | Akon                                                     | Марк Пеллингтон                | Michael                                                                  |        |
| 2011                                                                              | «Hollywood Tonight»                                              | нет                                                      | Уэйн Айшем                     | Michael                                                                  |        |
| 2011                                                                              | «Behind the Mask Project»                                        | нет                                                      | Деннис Лю                      | Michael                                                                  |        |
| 2011                                                                              | «All in Your Name»                                               | Барри Гибб                                               | Барри Гибб                     | —                                                                        |        |
| 2014                                                                              | «Love Never Felt So Good»                                        | Джастин Тимберлейк                                       | Рич Ли Джастин Тимберлейк      | Xscape                                                                   |        |
| 2014                                                                              | «Blue Gangsta»                                                   | нет                                                      | Кэмерон МакКинли               | Xscape                                                                   |        |
| 2014                                                                              | «Love Never Felt So Good» (сольная версия)                       | нет                                                      | Рич Ли                         | Xscape                                                                   |        |
| 2014                                                                              | «A Place with No Name»                                           | нет                                                      | Сэмюэл Байер                   | Xscape                                                                   |        |
| 2015                                                                              | «Say Say Say» (2015 Remix)                                       | Пол Маккартни                                            | Райан Хеффингтон               | Pure McCartney (Сборник песен Пола Маккартни)                            |        |
| 2017                                                                              | «Blood On The Dance Floor X Dangerous» (The White Panda Mash-Up) | нет                                                      | неизвестен                     | Scream                                                                   |        |
| 2018                                                                              | «Behind the Mask»                                                | нет                                                      | Алекс Топаллер Даниэль Шапиро  | Michael                                                                  |        |
| 2020                                                                              | «Heal the World» (2020)                                          | нет                                                      | неизвестен                     | —                                                                        |        |
| 2020                                                                              | «They Don’t Care About Us» (2020)                                | нет                                                      | Спайк Ли                       | —                                                                        |        |
| «—» обозначает, что видеоклип был выпущен вне альбома или в качестве промо ролика |                                                                  |                                                          |                                |                                                                          |        |

## Видеоальбомы
| Год  | Название                              | Детали                                                                                     | Примечание |
| ---- | ------------------------------------- | ------------------------------------------------------------------------------------------ | --- |
| 1989 | Moonwalker                            | - Дата выпуска: 10 января 1989 - Лейбл: Capital Home Video - Формат: VHS, DVD, Blu-ray, LD | Содержит коллекцию короткометражных фильмов с участием Джексона, несколько из которых являются длинными музыкальными видеоклипами с седьмого альбома Bad и запись живых выступлений. |
| 1993 | Dangerous: The Short Films            | - Дата выпуска: 12 ноября 1993 - Лейбл: Legacy, Epic - Формат: VHS, DVD, LD                | Содержит музыкальные видеоклипы к восьмому студийному альбому Dangerous. |
| 1995 | Video Greatest Hits — HIStory         | - Дата выпуска: 9 июня 1995 - Лейбл: Legacy, Epic - Формат: VHS, DVD, LD                   | Содержит музыкальные видеоклипы к девятому студийному альбому HIStory: Past, Present and Future, Book I.                                                                             |
| 1997 | HIStory on Film, Volume II            | - Дата выпуска: 20 мая 1997 - Лейбл: Epic, SME - Формат: VHS, DVD, LD                      | Содержит коллекцию музыкальных видеоклипов и запись живых выступлений Джексона. |
| 2003 | Number Ones                           | - Дата выпуска: 18 ноября 2003 - Лейбл: Epic - Формат: DVD                                 | Содержит коллекцию музыкальных видеоклипов с 1979 года до 2001 года. |
| 2004 | The One                               | - Дата выпуска: 9 марта 2004 - Лейбл: Epic - Формат: DVD                                   | Содержит интервью приглашенных знаменитостей, а также концертные выступления и видеоклипы Джексона.                                                                                  |
| 2005 | Live in Bucharest: The Dangerous Tour | - Дата выпуска: 26 июля 2005 - Лейбл: Legacy, Epic - Формат: DVD                           | Содержит запись концерта, который был записан в Бухаресте в 1992 году в рамках концертного тура Dangerous World Tour, а также новые материалы.                                       |
| 2008 | HIStory I + II                        | - Дата выпуска: 2008 - Лейбл: Sony - Формат: 2xDVD, box-set                                | Двойной видеоальбом состоящий из ранее выпущенных Video Greatest Hits — HIStory и HIStory on Film, Volume II.                                                                        |
| 2010 | Michael Jackson's Vision              | - Дата выпуска: 22 ноября 2010 - Лейбл: Legacy, Epic - Формат: DVD                         | Содержит более 40 музыкальных видеоклипов, от самых известных до ранее не издававшиеся клипов.                                                                                       |
| 2012 | Live at Wembley July 16, 1988         | - Дата выпуска: 18 сентября 2012 - Лейбл: Legacy, Epic - Формат: DVD                       | Содержит запись живого выступления записанного в 1988 году в рамках концертного тура Bad Tour.                                                                                       |

## Фильмография
| Год  |     | Русское название                                     | Оригинальное название                                 | Роль                                       |
| ---- | --- | ---------------------------------------------------- | ----------------------------------------------------- | ------------------------------------------ |
| 1978 | ф   | Виз                                                  | Wiz                                                   | Страшила                                   |
| 1983 | док | Создание Триллера Майкла Джексона                    | Making of Michael Jackson's Thriller                  | камео                                      |
| 1986 | ф   | Капитан Ио                                           | Captain EO                                            | Капитан Ио                                 |
| 1988 | ф   | Лунная походка                                       | Moonwalker                                            | Майкл                                      |
| 1996 | ф   | Майкл Джексон: Призраки                              | Michael Jackson's Ghosts                              | Маэстро / Мэр / Скелет / Демон / Демон-Мэр |
| 2002 | ф   | Люди в черном 2                                      | Men in Black II                                       | Агент Эм                                   |
| 2004 | ф   | Мисс Изгой                                           | Miss Cast Away and the Island Girls                   | Агент Эм Джей                              |
| 2009 | док | Майкл Джексон: Вот и всё                             | Michael Jackson's This Is It                          | камео / архивные кадры                     |
| 2011 | док | Майкл Джексон: Жизнь поп-иконы                       | Michael Jackson: The Life of an Icon                  | камео / архивные кадры                     |
| 2012 | док | Плохой 25                                            | Bad 25                                                | камео / архивные кадры                     |
| 2014 | док | Майкл Джексон: Последняя фотосессия                  | Michael Jackson: The Last Photo Shoot                 | камео / архивные кадры                     |
| 2016 | док | Путешествие Майкла Джексона из Motown в Off the Wall | Michael Jackson's Journey from Motown to Off the Wall | камео / архивные кадры                     |
| 2023 | док | Триллер 40                                           | Thriller 40                                           | камео / архивные кадры                     |
| 2024 | док | Величайшая ночь в поп-музыке                         | The Greatest Night in Pop                             | камео / архивные кадры                     |

## Телевидение
В 1991 году в эфир канала FOX вышел «Stark Raving Dad» — первый эпизод третьего сезона мультсериала «Симпсоны», в котором Джексон озвучил Леона Комповски, используя псевдоним Джо Джей Смит. Из-за контрактных обязательств перед Sony Music, музыкант не мог подтвердить своего участия в шоу, хотя многие СМИ и поклонники предполагали, что голос персонажа Комповски принадлежит именно Джексону. Годы спустя создатель шоу, Мэтт Грейнинг подтвердил участие певца. По словам Грейнинга, «Stark Raving Dad» был написан специально для Джексона, который являлся большим поклонником шоу и музыкант сам же предложил сделать эпизод с ним в качестве приглашённой звезды. Приняв предложение Джексона, сценаристы Эл Джин и Майк Рейсс написали сценарий на основе идеи, предложенной продюсером Джеймсом Л. Бруксом. Значительный вклад в создании эпизода также внесли Грейнинг и исполнительный продюсер Сэм Саймон. В 2019 году, после выхода на экран скандального документального фильма «Покидая Неверленд», эпизод с участием Джексона «Stark Raving Dad» был удален со стриминговых сервисов и исключен из будущих релизов на DVD и Blu-Ray.